# Helmut Lamparter
Helmut Lamparter (* 28. September 1912 in Reutlingen; † 18. März 1991 in Tübingen) war ein deutscher evangelisch-lutherischer Theologe. 

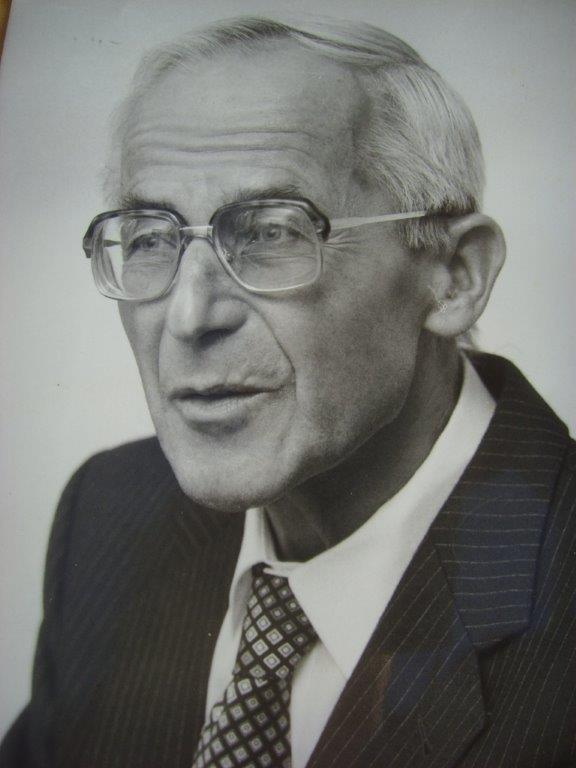
Lamparter Helmut um 1985

## Leben
Helmut Lamparter wuchs in Reutlingen auf und besuchte nach dem Landexamen in den Jahren 1926–1930 die evangelischen Seminare in Schöntal und Urach. Von 1930 bis 1934 studierte er Evangelische Theologie, zunächst im nahegelegenen Tübingen, dann in Marburg und schließlich in Bonn, u. a. bei Karl Barth, der ihn sehr prägte.

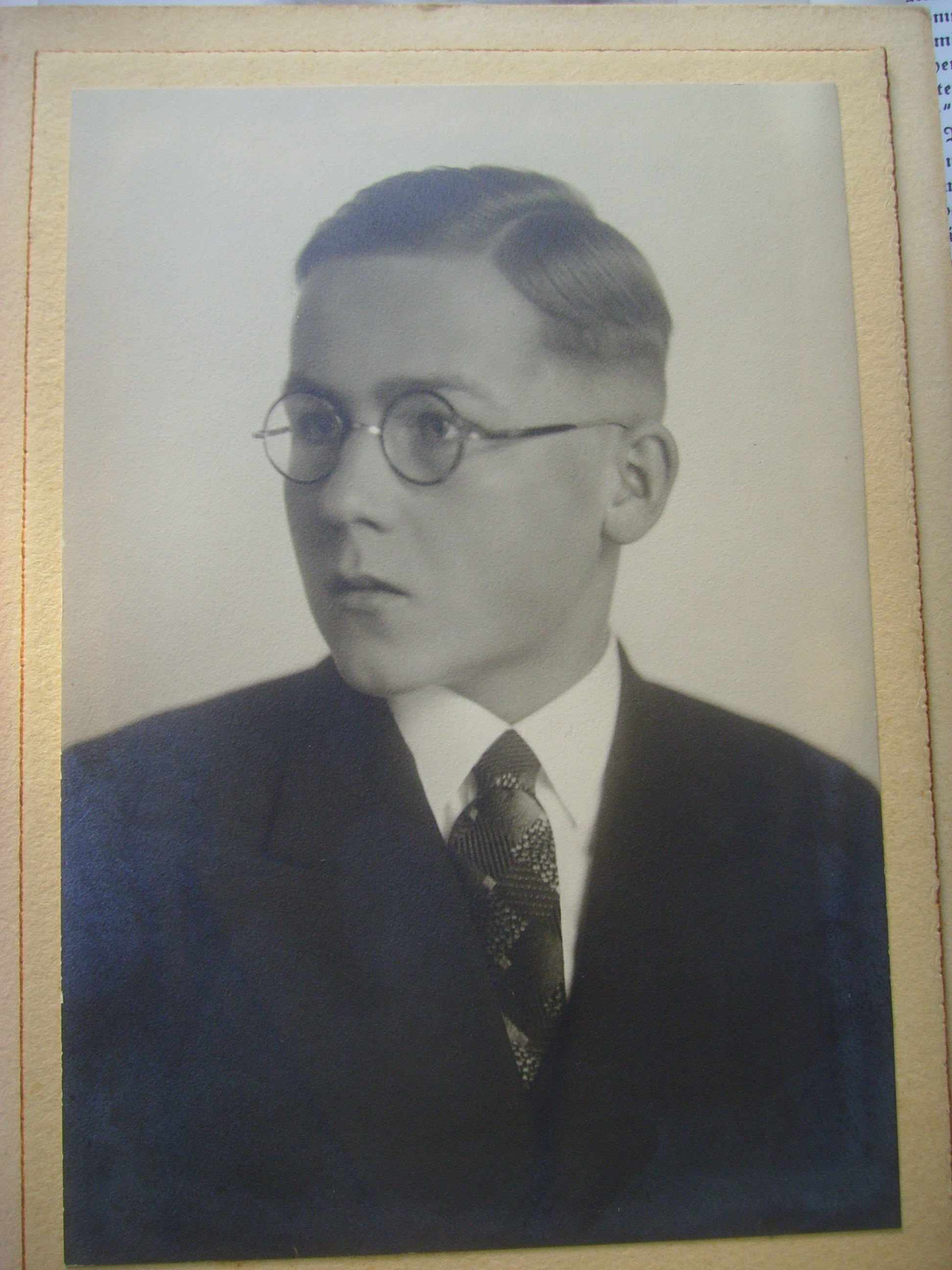
Helmut Lamparter um 1930

Von 1934 bis 1938 absolvierte er sein Vikariat in verschiedenen Kirchengemeinden der Württembergischen Landeskirche und schrieb währenddessen wissenschaftliche Arbeiten zu Martin Luther. Ab 1939 arbeitete er als Repetent am Tübinger Stift und wurde aufgrund einer Dissertation über Luthers Stellung zum Türkenkrieg (152 Seiten, veröffentlicht 1940) zum Dr. theol. promoviert.
Von 1940 bis 1945 war Lamparter als Sanitätsgefreiter im Zweiten Weltkrieg eingesetzt. Ab 1945 war er zehn Jahre lang Gemeindepfarrer in Mittelstadt bei Reutlingen.
Am 18. April 1950 heiratete er Lore Lamparter, geb. Maußhardt († 1992). Aus dieser Ehe gingen die zwei Söhne Jörg Lamparter und Ulrich Lamparter hervor.

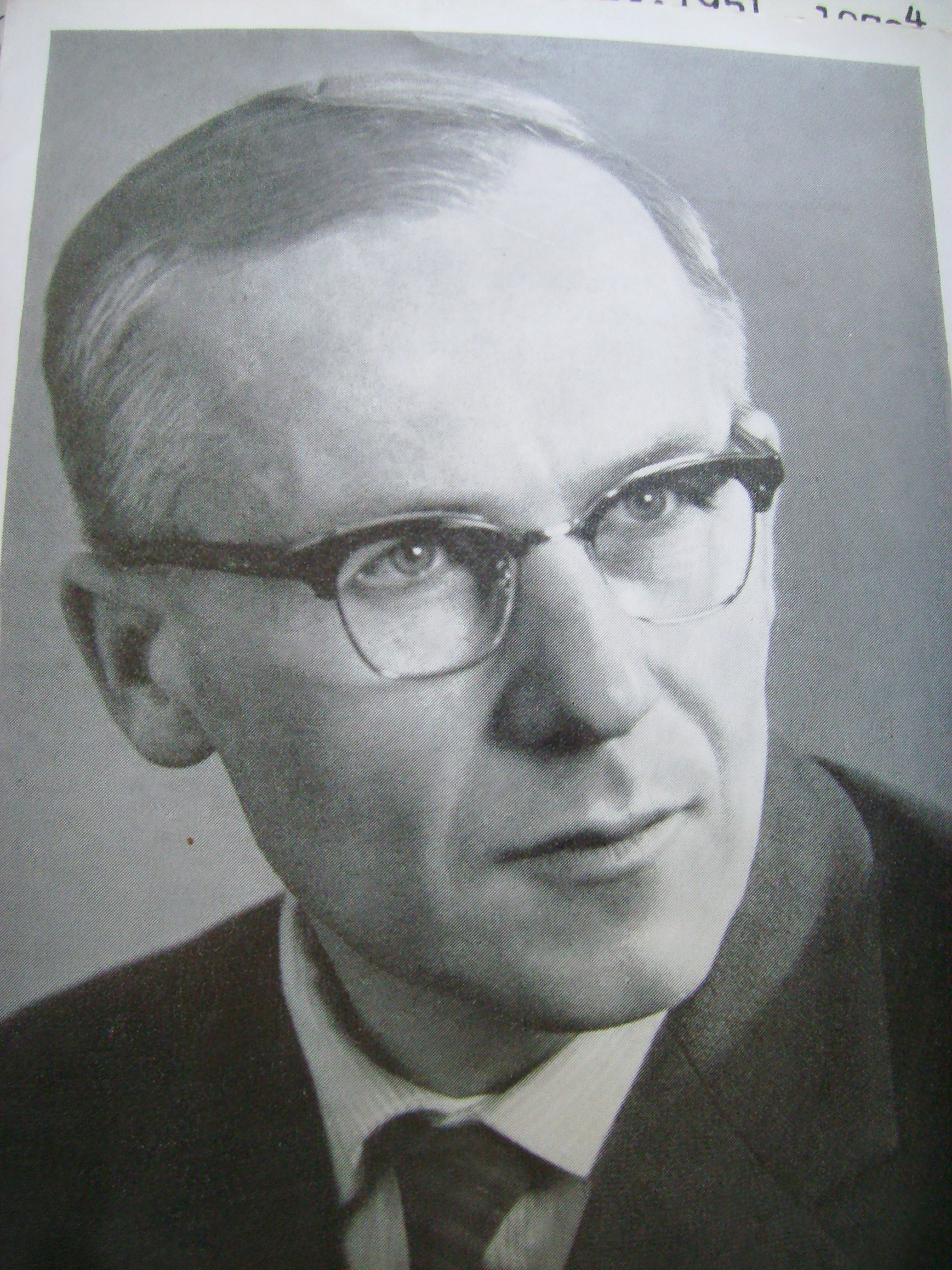
Lamparter Helmut Foto um 1960

Ab 1955 war er als Dozent am Pädagogischen Institut Stuttgart, später Pädagogische Hochschule Ludwigsburg, tätig und wurde 1962 zum Professor ernannt. Diese Tätigkeit übte er bis zur Pensionierung 1977 aus. In den Jahren 1960 bis 1971 war er Vorsitzender des Jungmännerwerks in Stuttgart. Ab 1977 lebte er im Ruhestand in Tübingen.
Bekannt wurde er vor allem durch zahlreiche Publikationen: So verfasste er zahlreiche Bibelauslegungen sowie die poetische Übertragung aller Psalmen. Bekannt sind auch seine Kommentare zu den Psalmen, zum Buch Hiob und zu Jeremia. Seine poetische Übertragung aller Psalmen wurde von Wolfgang Grau vertont.

## Werke
- Luthers Stellung zum Türkenkrieg, München 1940
- Das Buch der Anfechtung. Hiob, Stuttgart 1951 (6. Aufl. 1988)
- Das Buch der Psalmen I, Stuttgart 1957 (4. Aufl. 1988)
- Das Buch der Psalmen II, Stuttgart 1959 (2. Aufl. 1965)
- Am Morgen ist Jubel, 12 Psalmen, Metzingen 1967
- Die Hoffnung der Christen. Das biblische Wort vom Ziel aller Dinge, Stuttgart 1967
- Zum Wächter bestellt. Der Prophet Hesekiel, Stuttgart 1968
- Prophet wider Willen. Jeremia, Stuttgart 1964
- Die Apokryphen I, Stuttgart 1972
- Die Apokryphen II, Stuttgart 1972
- Der Aufruf zum Gehorsam. Das fünfte Buch Mose, Stuttgart 1977
- Die vier Evangelisten. Ihre Eigenart und ihr Vermächtnis, Stuttgart (3. Aufl. 1985)
- Die Hoffnung der Christen. Das Ende der Welt und die Wiederkunft Christi, Moers 1992
- Prüfet die Geister. Philosophen und Denker von Kant bis Bloch, hg.v. Ulrich Swarat, Neukirchen-Vluyn 2008
- Wecken will ich das Morgenrot. Psalm-Poesie (Psalm 1–41), hymnisch vertont von Wolfgang Grau, München 2012